# Habromys schmidlyi
Habromys schmidlyi és una espècie de mamífer rosegador de la família dels cricètids. És endèmic de la Sierra de Taxco (Mèxic). El seu hàbitat natural són les selves nebuloses situades a més de 1.800 msnm. Està amenaçat per la desforestació dins el seu àmbit de distribució, que és extremament restringit.
L'espècie fou anomenada en honor del mastòleg estatunidenc David James Schmidly.